# Reconocimiento geotécnico
Antes de acometer cualquier proyecto u obra o edificación, es necesario conocer las características del terreno involucrado. Con este fin, se debe realizar un reconocimiento geotécnico del terreno, cuyos objetivos son:
- Definición de la tipología y dimensiones de cimentaciones y obras de contención, de tal forma que las cargas generadas por estructuras, excavaciones y rellenos, o las cargas soportadas por empujes del terreno, no produzcan situaciones de inestabilidad o movimientos excesivos de las propias estructuras o del terreno, que haga peligrar la obra estructural, o funcionalmente.

- Determinación de problemas constructivos:
  - Determinación del volumen, localización y tipo de materiales que han de ser excavados, así como la forma y maquinaria adecuada para llevar a cabo dicha excavación.
  - Localización y caracterización de materiales para préstamos.
  - Problemas relacionados con el agua:
    - Profundidad del nivel freático.
    - Riesgos debidos a filtraciones, arrastres, erosiones internas, sifonamiento, acción de la helada, etc.
    - Influencia del agua en la estabilidad y asiento de las estructuras.

## Planificación y fases del reconocimiento
Las actividades y los objetivos de un reconocimiento geotécnico, así como su extensión y nivel de información resultante, dependen directamente del proyecto u obra a realizar, y de las características del terreno donde se sitúa. Como este último dato es el resultado de la campaña, el desarrollo de un reconocimiento geotécnico debería ser un proceso dinámico, no dimensionado rígidamente "a priori", sino, más bien, mediante una serie de aproximaciones sucesivas donde la necesidad y extensión de cada etapa fuera consecuencia de la extensión y resultados de las realizadas previamente.
Sin embargo, salvo en raras ocasiones, es necesario definir la campaña de reconocimiento inicialmente, y de una vez, aunque a lo largo de los trabajos realizados no es infrecuente variar la ubicación y tipo del reconocimiento.
Es prácticamente imposible dar reglas universales para el diseño y desarrollo de una campaña de reconocimiento, puesto que la casuística es variable y extensa. El grado de libertad con que se cuenta, unido a la variedad de procedimientos para la investigación del terreno, hace que el diseño de la campaña responda a un equilibrio entre la inversión económica, el plazo de ejecución del reconocimiento, la importancia de la obra, y las consecuencias de un fallo de diseño o construcción.
La amplitud y detalle del reconocimiento depende del nivel de conocimiento requerido. No tendrá la misma entidad una campaña realizada para un análisis de viabilidad o de manejo de soluciones, que otras establecidas para el proyecto, momento de la construcción, o investigación de fenómenos de patología.
Antes de proceder al diseño de una campaña, se ha de tener una idea lo más aproximada posible, de lo que se ha de encontrar en el reconocimiento, para saber buscarlo, y de los problemas que se pueden plantear en proyectos o en obra. Por eso, la primera fase ha de consistir en un estudio preliminar y una recopilación de la información disponible.
Una vez obtenida y procesada esta información, se define la cantidad, extensión y tipología de los reconocimientos para lograr el fin buscado. Durante su ejecución, esta definición es susceptible de experimentar modificaciones.
Este estudio finaliza con la redacción del informe geotécnico. En este documento se plasman los resultados de la campaña geotécnica realizada, su interpretación y las conclusiones que se derivan de su análisis, generalmente en forma de recomendaciones para el proyecto, y/o construcción de la obra.

## Técnicas de reconocimiento
Para el reconocimiento geotécnico del terreno pueden utilizarse desde la básica inspección visual, (muy utilizada en la caracterización de macizos rocosos), hasta técnicas de campo o laboratorio más o menos sofisticadas.
Dentro de estas últimas, se puede establecer la siguiente clasificación:
- Prospecciones manuales o mecánicas, con o sin obtención de muestras:
  - Calicatas.
  - Sondeos manuales o mecánicos.

- Ensayos de laboratorio sobre las muestras obtenidas.

- Ensayos "in situ".

- Pruebas de penetración.

- Métodos geofísicos.

Tanto los métodos geofísicos como las pruebas de penetración pueden considerarse como subgrupos de los ensayos "in situ", si bien el amplio contenido de ambos campos puede aconsejar su estudio por separado.